# Кеннет Каунда
Кеннет Девід Бучайзья Каунда (англ. Kenneth David Buchizya Kaunda; 28 квітня 1924, Чінсалі, Північна Родезія— 17 червня 2021, Лусака, Замбія) — замбійський політик, перший президент Замбії з 1964 по 1991 рік. Був на передовій боротьби за незалежність від британського правління. Незадоволений керівництвом Гаррі Нкумбули в Африканському національному конгресі Північної Родезії, він відколовся і заснував Замбійський африканський національний конгрес, пізніше ставши головою Об'єднаної національної незалежної партії (UNIP).
Каунда був першим президентом незалежної Замбії. 1973 року після племінного та міжпартійного насильства всі політичні партії, окрім UNIP, були заборонені шляхом внесення поправок до конституції після підписання Декларації Чома. У той же час Каунда наглядав за придбанням мажоритарних пакетів акцій ключових іноземних компаній. Нафтова криза 1973 року та падіння експортних надходжень поставили Замбію в стан економічної кризи. Міжнародний тиск змусив Каунду змінити правила, які тримали його при владі. 1991 року відбулися багатопартійні вибори, на яких Фредерик Чілуба, лідер Руху за багатопартійну демократію, скинув Каунду.
1999 року його ненадовго позбавили громадянства Замбії, але наступного року рішення було скасовано.

## Життєпис
Кеннет Каунда народився 28 квітня 1924 року в місії Лубва в Чінсалі, тодішній частині Північної Родезії, нині Замбії, і був наймолодшим із восьми дітей. Його батько, преподобний Девід Каунда, був висвяченим місіонером і вчителем Шотландської церкви, який народився в Ньясаленді (тепер Малаві) і переїхав до Чінсалі, щоб працювати в місії Лубва. Його мати також була вчителем і була першою африканкою, яка викладала в колоніальній Замбії. Вони обидва були вчителями з етнічної групи бемба, яка розташована на півночі Замбії. Його батько помер, коли Кеннет був дитиною. Тут Кеннет Каунда отримував освіту до початку 1940-х років. Згодом пішов по стопах батьків і став учителем; спочатку в колоніальній Замбії, але потім у середині 1940-х років він переїхав до нинішньої Танзанії. Він також працював у Південній Родезії. Він відвідував навчальний центр Муналі в Лусаці між 1941 і 1943 роками. На початку своєї кар'єри він читав твори Махатми Ганді, які, за його словами, «прийшли прямо до мого серця».
Каунда був учителем у вищій початковій школі та майстром інтернату в Лубві, а потім директором у Лубві з 1943 по 1945 рік. Деякий час він працював у шахті Солсбері та Біндура. На початку 1948 року він став викладачем в Муфулірі для Об'єднаних місій до Мідного поясу (UMCB). Потім він був помічником в Африканському центрі соціального забезпечення та майстром інтернату шахтної школи в Муфулірі. У цей період він очолював скаутську групу Pathfinder і був хормейстером конгрегації Церкви Центральної Африки. Він також був віце-секретарем відділення Конгресу Нчанга.

## Боротьба за незалежність і президентство
1949 року Каунда вступив у політику і став одним із засновників Африканського національного конгресу Північної Родезії. 11 листопада 1953 року він переїхав до Лусаки, щоб зайняти посаду генерального секретаря Африканського національного конгресу (ANC) під керівництвом Гаррі Нкумбули. Спільними зусиллями Каунди і Нкумбула не вдалося мобілізувати корінні африканські народи проти Федерації Родезії та Ньясаленду, де домінують європейці. 1955 року Каунда і Нкумбула були ув'язнені на два місяці з виправними роботами за поширення підривної літератури. Два лідери розішлися думками, оскільки Нкумбула все більше підпадав під вплив білих лібералів і, не в змозі захистити корінних африканців, Куанда очолив групу дисидентів до Нкумбули, яка врешті порвала з АНК і заснувала власну партію, Замбійський африканський національний конгрес (ZANC) у жовтні 1958 року. ЗАНК був заборонений у березні 1959 року і в Каунді був засуджений до дев'яти місяців ув'язнення, які він провів спочатку в Лусаці, потім у Солсбері.
Поки Каунда перебував у в'язниці, Майнца Чона та інші націоналісти вийшли з АНК, а в жовтні 1959 року Чона став першим президентом Об'єднаної національної незалежної партії (UNIP), спадкоємця ЗАНК. Однак Чона не бачив себе головним засновником партії. Коли Каунда був звільнений з в'язниці в січні 1960 року, він був обраний президентом UNIP. 1960 року він відвідав Мартіна Лютера Кінга-молодшого в Атланті, а потім, у липні 1961 року, Каунда організував кампанію громадянської непокори в Північній провінції, так звану кампанію Ча-ча-ча, яка в основному складалася з підпалів і перешкоджання значущим дорогам. Згодом Каунда балотувався як кандидат від UNIP під час виборів 1962 року. Це призвело до створення уряду коаліції UNIP-ANC, а Каунда став міністром місцевого самоврядування та соціального забезпечення. У січні 1964 року UNIP переміг на наступних великих виборах, перемігши своїх суперників з АНК і забезпечивши Каунду посаду прем'єр-міністра. 24 жовтня 1964 року він став першим президентом незалежної Замбії, призначивши Рубена Камангу своїм віце-президентом.

### Освітня політика
На момент здобуття незалежності процес модернізації Замбії був далеким від завершення. Національна освітня система була однією з найслабкіших у всіх колишніх колоніях Великої Британії, і в ній було лише сотня випускників університетів і не більше 6000 корінних жителів із двома і більше роками середньої освіти. Через це Замбії довелося вкладати значні кошти в освіту на всіх рівнях. Каунда запровадив політику, згідно з якою всі діти, незалежно від платоспроможності їхніх батьків, отримували безкоштовні зошити, ручки та олівці. Головним обов'язком батьків було придбати форму, сплатити символічний «шкільний внесок» і забезпечити відвідування дітей школою. Такий підхід означав, що найкращі учні отримували підвищення для досягнення найкращих результатів на всьому шляху від початкової школи до університетського рівня. Не кожна дитина могла ходити, наприклад, до середньої школи, але ті, хто ходили, були добре освічені.
Університет Замбії був відкритий в Лусаці в 1966 році після того, як замбійців по всій країні заохочували пожертвувати все, що вони могли собі дозволити, на його будівництво. Каунда був призначений канцлером і очолив першу церемонію вручення дипломів у 1969 році. Головний кампус був розташований на Грейт-Іст-роуд, а медичний кампус був розташований у Ріджвеї поблизу університетської лікарні. 1979 року в Замбійському технологічному інституті в Кітве було створено ще один кампус. 1988 року кампус Кітве був модернізований і перейменований в Університет Коппербелт, пропонуючи бізнесові, промислові та екологічні дослідження. Інші заклади вищого рівня, засновані в епоху Каунди, були професійно зосереджені та підпадають під егіду Департаменту технічної освіти та професійного навчання. Серед них — коледж Евелін Хоун і коледж розвитку природних ресурсів (обидва в Лусаці), Північний технічний коледж в Ндолі, Інститут підготовки фахівців Лівінгстона в Лівінгстоні та коледжі для підготовки викладачів.

### Економічна політика
Новий незалежний уряд Каунди успадкував країну з однією з найдинамічніших економік у Африці на південь від Сахари, в основному через її багаті родовища корисних копалин, хоча та, яка була значною мірою під контролем іноземних та багатонаціональних інтересів. Наприклад, Британська Південно-Африканська компанія (BSAC, заснована Сесілом Роудсом) досі зберігала комерційні активи та права на корисні копалини, які вона придбала за концесією, підписаною в 1890 році. Тільки погрожуючи експропріацією її напередодні незалежності чи вдалося Каунді отримати вигідні поступки від BSAC.
Його невміння в управлінні економікою зашкодило розвитку його країни після здобуття незалежності. Попри те, що у Каунда була одні з найкращих сільськогосподарських угідь в Африці, Каунда прийняла ту ж соціалістичну сільськогосподарську політику, що й Танзанія, з катастрофічними результатами.
Ухваливши рішення про планову економіку, Замбія запровадила програму національного розвитку під керівництвом Національної комісії з планування розвитку, яка запровадила «План перехідного розвитку» та «Перший національний план розвитку». Ці дві операції принесли великі інвестиції в інфраструктуру та виробничі сектори. У квітні 1968 року Каунда ініціював реформи Мулунгуші, які прагнули поставити іноземні корпорації Замбії під національний контроль у рамках Корпорації промислового розвитку. Протягом наступних років ряд гірничодобувних корпорацій було націоналізовано, хоча банки країни, такі як Barclays і Standard Chartered, залишалися в іноземній власності. Економіка Замбії зазнала невдачі з 1973 року, коли зростання цін на нафту та падіння цін на мідь разом зменшили дохід держави від націоналізованих шахт. Країна впала в борги перед Міжнародним валютним фондом (МВФ), і від Третього національного плану розвитку довелося відмовитися, оскільки кризове управління замінило довгострокове планування. Його слабкі спроби економічних реформ у 1980-х роках прискорили занепад Замбії. Після цього була проведена низка переговорів з МВФ, і до 1990 року Каунда була змушена частково приватизувати державні корпорації. Економічні проблеми країни в кінцевому підсумку сприяли його падінню від влади.

### Однопартійна держава і «африканський соціалізм»
1964 року, незадовго до проголошення незалежності, між прихильниками церкви Лумпа на чолі з Алісою Леншиною спалахнуло насильство. Каунда тимчасово заборонив церкву і наказав арештувати Лумпу.
Починаючи з 1964 року, уряд Каунди розвивав чітко авторитарні риси. Ставши все більш нетерпимим до опозиції, Каунда заборонив усі партії, крім UNIP, після насильства під час виборів 1968 року. Однак на початку 1972 року він зіткнувся з новою загрозою у вигляді рішення Саймона Капвепве вийти з UNIP і заснував конкуруючу партію, Об'єднану прогресивну партію, яку Каунда негайно спробував придушити. Потім він призначив комісію Чона, яка була створена під головуванням Маїнза Чона в лютому 1972 року. Завданням Чони було надати рекомендації щодо нової конституції Замбії, яка фактично зводить націю до однопартійної держави. Повноваження комісії не дозволяли їй обговорювати можливі недоліки рішення Каунди, а натомість зосереджувалися на практичних деталях переходу до однопартійної держави. Нарешті, Каунда нейтралізував Нкумбулу, змусивши його приєднатися до UNIP і прийняти Декларацію Чома 27 червня 1973 року. Нова конституція була офіційно оприлюднена 25 серпня того ж року. На перших виборах за новою системою, що відбулися того грудня, Каунда був єдиним кандидатом.
Після ліквідації будь-якої опозиції Каунда зміг створити культ особистості. Він розробив ліву націоналістично-соціалістичну ідеологію під назвою замбійський гуманізм. Це було засновано на поєднанні ідей середини 20-го століття центрального планування/державного контролю та того, що він вважав основними африканськими цінностями: взаємодопомогою, довірою та лояльністю до спільноти. Подібні форми африканського соціалізму були введені, зокрема, в Гані завдяки Кваме Нкрума («Совість») і в Танзанії Джуліусом Ньєрере («Уджамаа»). Щоб розробити свою ідеологію, Каунда опублікував кілька книг: Гуманізм у Замбії та Керівництво по його реалізації, частини 1, 2 і 3. Інші публікації про замбійський гуманізм: Основи замбійського гуманізму, Тімоті Кандеке; Замбійський гуманізм, релігія та соціальна мораль, о. Клів Ділліон-Мелоун, S.J., і Замбійський Гуманізм: деякі основні духовні та економічні проблеми, Джастін Б. Зулу.
Як президент UNIP і за однопартійної державної системи країни, Каунда був єдиним кандидатом на пост президента республіки на загальних виборах 1978, 1983 і 1988 років, кожен раз з офіційними результатами понад 80 % виборців схвалювали. його кандидатуру. Вибори до парламенту також контролювали Каунда. На виборах UNIP 1978 року Каунда вніс зміни до конституції партії, щоб запровадити правила, які визнавали недійсними кандидатури претендентів: Капвепве сказали, що він не може балотуватися, тому що на посаду президента можуть бути висунуті лише люди, які були членами протягом п'яти років (він тільки повернувся до UNIP три роки тому); Нкумбула та третій претендент, бізнесмен Роберт Чілуве, були перехиблені, запровадивши нове правило, згідно з яким кожному кандидату потрібні підписи 200 делегатів від кожної провінції, щоб підтримати свою кандидатуру.

### Зовнішня політика
Під час свого раннього президентства Каунда був відвертим прихильником руху проти апартеїду і виступав проти правління білої меншини в Південній Родезії. Хоча його націоналізація міднодобувної промисловості наприкінці 1960-х років і нестабільність міжнародних цін на мідь сприяли посиленню економічних проблем, справи погіршувалися через матеріально-технічну підтримку чорношкірих націоналістичних рухів у Родезії Ієна Сміта, Південно-Західній Африці, Анголі та Мозамбіку. Пізніше адміністрація Каунди намагалася виконувати роль посередника між вкорінною білою меншиною та колоніальними урядами та різними партизанськими рухами, які були спрямовані на повалення цих відповідних адміністрацій. Починаючи з початку 1970-х років, він почав дозволяти найвідомішим партизанським організаціям, таким як Родезійська ZANU та Африканський національний конгрес, використовувати Замбію як базу для своїх операцій. Колишній президент АНК Олівер Тамбо навіть провів значну частину свого 30-річного вигнання, живучи та працюючи в Замбії. Джошуа Нкомо, лідер ЗАПУ, також побудував там військові табори, як і СВАПО та її військове крило, Народно-визвольна армія Намібії.
Протягом перших двадцяти років президентства Каунди він і його радники багато разів намагалися придбати сучасну зброю зі Сполучених Штатів. У листі, написаному президенту США Ліндону Б. Джонсону в 1967 році, Каунда запитав, чи нададуть йому Сполучені Штати ракетні системи великої дальності; Сполучені Штати відхилили всі його запити щодо сучасної зброї. 1980 року Каунда придбав у Радянського Союзу шістнадцять літаків МіГ-21, що в кінцевому підсумку викликало реакцію Сполучених Штатів. Каунда відповів Сполученим Штатам, заявивши, що після численних невдалих спроб закупівлі зброї, закупівля у Радянського Союзу була виправданою його обов'язком захистити своїх громадян і національну безпеку Замбії. Його спроба придбати американську зброю, можливо, була політичною тактикою, щоб використати страх для встановлення свого однопартійного правління над Замбією.
З квітня 1975 року, коли він відвідав президента США Джеральда Форда в Білому домі у Вашингтоні, округ Колумбія, і виголосив потужну промову, закликаючи Сполучені Штати відігравати більш активну та конструктивну роль у південній Африці. Приблизно до 1984 року Каунда був, можливо, ключовим африканським лідером, який брав участь у міжнародній дипломатії щодо конфліктів в Анголі, Родезії (Зімбабве) та Намібії. 1976 року він приймав поїздку Генрі Кіссінджера до Замбії, дуже добре спілкувався з Джиммі Картером і тісно співпрацював з помічником держсекретаря президента Рональда Рейгана з питань Африки Честером Крокером. Хоча існували розбіжності між Каундою та лідерами США (наприклад, коли Замбія придбала радянські винищувачі МіГ або коли він звинуватив двох американських дипломатів у шпигунстві), у ці роки Каунда загалом мав позитивні відносини зі Сполученими Штатами.
26 серпня 1975 року Каунда виступив посередником разом з прем'єр-міністром Південно-Африканської Республіки Б. Дж. Форстером на конференції з водоспаду Вікторія, щоб обговорити можливості внутрішнього врегулювання в Південній Родезії з Ієном Смітом і чорношкірими націоналістами. Після угоди з Ланкастерським домом Каунда спробував домогтися аналогічного правління більшості в Південно-Західній Африці. Він зустрівся з П. В. Ботою в Ботсвані в 1982 році, щоб обговорити цю пропозицію, але, очевидно, не справив серйозного враження.
Тим часом конфлікти повстанців проти білої меншини на півдні Африки продовжували накладати величезний економічний тягар на Замбію, оскільки уряди білої меншини були основними торговими партнерами країни. У відповідь Каунда домовився про будівництво залізниці TAZARA, що з'єднує Капірі Мпоші в Замбійському мідному поясі з портом Танзанії Дар-ес-Салам на Індійському океані. Завершений у 1975 році, це був єдиний маршрут для масової торгівлі, який не повинен був проходити транзитом через території, де переважають білі. Ця нестійка ситуація тривала понад 20 років, аж до скасування апартеїду в Південній Африці.
Більшу частину часів холодної війни Каунда був сильним прихильником Руху неприєднання. Він був організатором саміту Руху неприєднання в Лусаці в 1970 році і був головою руху з 1970 по 1973 рік. Він підтримував тісні дружні стосунки з давнім лідером Югославії Йосипом Брозом Тіто, і багато югославських чиновників запам'ятали його тим, що він відкрито плакав над скринькою Тіто в 1980 році. Він також відвідав і привітав президента Румунії Ніколае Чаушеску в 1970-х роках. 1986 року Белградський університет (Югославія) присудив йому звання почесного доктора.
У Каунди були часті, але сердечні розбіжності з президентом США Рональдом Рейганом, з яким він зустрівся в 1983 році, і прем'єр-міністром Великої Британії Маргарет Тетчер, головним чином через те, що він бачив як заплющування очей на південноафриканський апартеїд. Він завжди підтримував теплі стосунки з Китайською Народною Республікою, яка надала допомогу у багатьох проектах у Замбії, включаючи залізницю Тазара.
До першої війни в Перській затоці Каунда підтримував дружбу з президентом Іраку Саддамом Хусейном, якого, як він стверджував, намагався відрадити від вторгнення в Кувейт. Вулицю в Лусаці назвали на честь Саддама, хоча пізніше назву змінили, коли обидва лідери залишили владу.
У серпні 1989 року Фарзада Базофта затримали в Іраку за нібито шпигунство. Його супроводжувала британська медсестра Дафна Періш, яку також заарештували. Базофт був журналістом-фрілансером іранського походження, який намагався викрити масове вбивство Саддамом іракських курдів. Пізніше Базофта судили, засудили і стратили, але Каунді вдалося домовитися про звільнення своєї супутниці.
Каунда був головою Організації африканської єдності (ОАЕ) з 1970 по 1971 рік і знову з 1987 по 1988 рік.

## Падіння від влади
1990 року ситуація швидко набула піку. У липні, на тлі триденних заворушень у столиці, Каунда оголосив, що в жовтні цього року буде проведено референдум щодо легалізації інших партій. Однак сам він виступав за збереження монополії UNIP, стверджуючи, що багатопартійна система призведе до хаосу. Оголошення ледь не прийшло занадто пізно; через кілька годин незадоволений лейтенант Крістофер Мвамба Лучембе пішов оголосити по радіо, що Каунда повалений. Через три-чотири години спробу державного перевороту було зірвано, але було зрозуміло, що Каунда і UNIP були в нестачі. Каунда намагався заспокоїти опозицію, перенісши референдум на серпень 1991 року; опозиція стверджувала, що початкова дата не давала достатньо часу для реєстрації виборців.
Висловлюючи готовність, щоб народ Замбії голосував за багатопартійну систему, Каунда стверджував, що лише однопартійна держава може запобігти трайбалізму та насильству від охоплення країни. Однак до вересня вимоги опозиції змусили Каунду змінити курс. Він скасував референдум і натомість рекомендував внести поправки до Конституції, які знищують монополію UNIP на владу. Він також оголосив дострокові загальні вибори на наступний рік, за два роки раніше. У грудні він підписав необхідні зміни до закону.
На цих виборах Рух за багатопартійну демократію (РБД), очолюваний лідером профспілок Фредеріком Чілуба, звалив UNIP від влади. На президентських виборах Каунда зазнав повної поразки, отримавши лише 24 відсотки голосів проти 75 відсотків у Чілуби. UNIP було скорочено лише до 25 місць у Національних зборах. Одним із питань кампанії був план Каунди передати одну чверть землі країни Махаріші Махеш Йогі, індійському гуру, який пообіцяв використовувати її для створення мережі утопічних сільськогосподарських анклавів, які, за словами прихильників, створять «рай на землі». У телевізійному інтерв'ю Каунда був змушений заперечити практику трансцендентальної медитації. Коли Каунда передав владу Чілубі 2 листопада 1991 року, він став другим главою держави в материковій Африці, який дозволив вільні багатопартійні вибори та мирно відмовився від влади після його поразки. Перший, Матьє Кереку з Беніну, зробив це в березні того ж року.

## Після президентства
Після відходу з посади Каунда часто конфліктував з урядом Чілуби та РБД. Пізніше Чілуба спробував депортувати Каунду на тій підставі, що він малавієць. Уряд, де домінував РБД під керівництвом Чілуби, вніс зміни до конституції, заборонивши громадянам з іноземним походженням балотуватися на пост президента, щоб запобігти Каунді брати участь у наступних виборах 1996 року, в яких він планував брати участь. Після спроби державного перевороту 1997 року в День подарунків у 1997 році він був заарештований поліцейськими. Проте багато чиновників у регіоні оскаржували це; напередодні Нового року того ж року його помістили під домашній арешт до суду. 1999 року Каунда був визнаний апатридом Вищим судом Ндоли за рішенням судді Чалендо Сакала. Однак Каунда успішно оскаржив це рішення у Верховному суді Замбії, який визнав його громадянином Замбії у рішенні «Леваніка та інші проти Чілуба».
4 червня 1998 року Каунда оголосив, що йде у відставку з посади лідера Об'єднаної Партії національної незалежності та йде у відставку з політики, чия відставка остаточно завершилася в 2000 році. Після виходу на пенсію він брав участь у різних благодійних організаціях. Його найпомітнішим внеском було його старанність у боротьбі з поширенням ВІЛ/СНІДу. У 1980-х роках під час пандемії, захворіла одна з дітей Каунди. З 2002 по 2004 рік він був резидентом Африки в Африканському президентському архіві та дослідницькому центрі Бостонського університету.
У вересні 2019 року Каунда заявив, що прикро, що покійний президент Роберт Мугабе був зневажений і підданий бруду з боку деяких частин світу, які були проти його хрестового походу, спрямованого на забезпечення соціальної справедливості та справедливості в Зімбабве.

## Особисте життя і смерть
Каунда одружився з Бетті Каунда в 1946 році, з якою мав восьмеро дітей. Вона померла 19 вересня 2012 року у віці 84 років під час відвідування однієї з їхніх дочок у Хараре, Зімбабве.
Оскільки Кеннет Каунда, як відомо, постійно носив костюм для сафарі (піджак для сафарі в поєднанні з брюками), костюм для сафарі все ще зазвичай називають «костюмом Каунда» в усій Африці на південь від Сахари.
Він також написав музику про незалежність, якої сподівався досягти, хоча багатьом замбійцям була відома лише одна пісня («Tiyende pamodzi ndi mtima umo», що буквально означає «Давайте крокувати разом з одним серцем»).
14 червня 2021 року Каунда був госпіталізований до військового госпіталю Майна Соко в Лусаці для лікування через невідомий стан. Уряд Замбії заявив, що медики роблять усе можливе, щоб він одужав, хоча незрозуміло, який його стан здоров'я. 15 червня 2021 року з'ясувалося, що він лікувався від пневмонії, яка, за словами лікаря, була постійною проблемою його здоров'я. 17 червня 2021 року було підтверджено, що він помер у віці 97 років після нетривалої хвороби. у військовому госпіталі Майна Соко. У нього залишилося 30 онуків і одинадцять правнуків.
Президент Едгар Лунгу оголосив на своїй сторінці у Facebook, що в Замбії буде 21-денний національний жалобу. 21 червня віце-президент Інонге Віна оголосила, що останки Каунди будуть доставлені на похоронну процесію по провінціях країни з церковними службами в кожній столиці провінції, перед державним похороном на стадіоні National Heroes в Лусаці 2 липня і поховання в Президентське поховання 7 липня.
Деякі інші країни також оголосили періоди державного трауру. У Зімбабве оголошено чотирнадцять днів жалоби; У ПАР оголошено десять днів жалоби; Ботсвана, Малаві, Намібія та Танзанія оголосили семиденну жалобу; У Мозамбіку оголошено шестиденний траур; У Південному Судані оголошено триденний траур; На Кубі оголошено один день жалоби. Президент Сінгапуру Халіма Якоб висловила співчуття політикам і народу Замбії у зв'язку зі смертю Каунди.